# Lilia Torriani
Liliana Torriani, detta Lilia (Cornigliano Ligure, 30 novembre 1920 – Genova, 22 ottobre 2003), è stata una ginnasta italiana.

## Biografia
Nata a Cornigliano Ligure, allora comune autonomo in provincia di Genova, nel 1920, a 27 anni partecipò ai Giochi olimpici di Londra 1948 nel concorso a squadre, chiudendo all'ottavo posto con 394,20 punti totali (45,10 punti individuali).
Tesserata per la U.S. Sestri Ponente, due anni dopo le Olimpiadi, nel 1950, fu medaglia di bronzo ai Mondiali di Basilea, in Svizzera, dove arrivò terza nel concorso a squadre, con 594,250 punti, dietro a Svezia e Francia.
Morì nel 2003, a 82 anni.

## Palmarès

### Campionati mondiali
- 1 medaglia:
  - 1 bronzo (Concorso a squadre a Basilea 1950)